# Карл Фридрих фон Вартенслебен и Флодроф
Карл Фридрих фон Вартенслебен и Флодроф (на немски: Carl Friedrich Graf von Wartensleben und Flodroff; * 16 април 1710; † декември 1745) е граф от стария пруски благороднически род фон Вартенслебен и Флодроф и холандски генерал.
Той е син на саксонския кабинет-министър граф Карл Софрониус Филип фон Вартенслебен (1680 – 1751) и съпругата му богатата Йохана Маргарета Хуисен ван Катендий графиня фон Флодроф (1691 – 1724) от Нидерландия, дъщеря на имперския барон Хендрик Хуисен ван Катендийке (1667 – 1708) и имперската баронеса Мария Сузана Хуисен тот Восемеер (1659 – 1730). Фамилията живее в дворец „Кастеел Дорт“, близо до Девентер, Нидерландия).
Сестра му Амалия Есперанца фон Вартенслебен и Флодроф (* 17 март 1715, Дорт близо до Девентер; † 22 април 1787, Берлин) е прабаба на принцеса Елеонора Българска (1860 – 1917), съпруга от 1908 г. на цар Фердинанд I от България (1861 – 1948).
Карл Фридрих фон Вартенслебен и Флодроф става холандски генерал и генерал-адютант на принц Вилхелм IV фон Насау-Орания. Той умира бездетен на 35 години през декември 1745 г.

## Фамилия
Карл Фридрих фон Вартенслебен и Флодроф се жени 1733 г. за Венделина Корнера Алберда (1713; † 4 март 1746) от род Менкема Бракът е бездетен.